# روبرت هاس
روبرت هاس (بالألمانية: Robert Haas)‏ هو عالم موسيقى وملحن نمساوي، ولد في 15 أغسطس 1886 في براغ في التشيك، وتوفي في 4 أكتوبر 1960 في فيينا في النمسا.

## وصلات خارجية
- روبرت هاس على موقع مونزينجر (الألمانية)
- روبرت هاس على موقع ميوزك برينز (الإنجليزية)